# Заверяев, Виктор Семёнович
Виктор Семёнович Заверяев (11.01.1945―24.12.2016) — российский учёный в области физики токамаков, лауреат Государственной премии СССР (1981).
В 1970 г. окончил Московский инженерно-физический институт по специальности «физика и химия плазмы» и был принят в Институт атомной энергии им. И. В. Курчатова, где работал до 2013 года в должностях от младшего до ведущего научного сотрудника.
Принимал участие в сооружении токамаков Т-4 и Т-10, готовил для них диагностические системы: электромагнитную, корпускулярную и нейтронную диагностику, диагностику измерения жёсткого рентгеновского излучения, спектрометрию заряженных продуктов термоядерных реакций, а также диагностики для установки Т-15.
Исследовал энергетический баланс ионов в токамаке, продукты реакций синтеза.
В 2013 г. оставил институт из-за тяжёлой болезни.
Кандидат физико-математических наук. Диссертация:
- Энергобаланc ионов в омических режимах токамака : диссертация ... кандидата физико-математических наук : 01.04.08. - Москва, 1980. - 148 с. : ил.

Лауреат Государственной премии СССР (1981 — за цикл работ «Корпускулярная диагностика высокотемпературной плазмы» (1970—1979)), лауреат премии им. И.В. Курчатова, награждён серебряной медалью ВДНХ.
Сочинения:
- Е. Л. Березовский, В. С. Заверяев, Н. Е. Карулин, С. В. Поповичев, С. В. Путвинский. «Предварительные исследования для проведения экспериментов по регистрации термоядерных заряженных частиц на Т-10 и Т-15». Материалы семинара специалистов стран-членов СЭВ «Диагностика плазмы на токамаке Т-15». Будапешт, ВНР, 1985.
- В. С. Заверяев, В. Д. Майсюков, С. В. Поповичев, С. В. Путвинский, Е. В. Александров, С. Н. Гамаюнов, В. Г. Гулый, В. Х. Лихтенштейн, И. Е. Мирский, А. П. Шевченко «Диагностика термоядерной плазмы по заряженным продуктам реакций синтеза». Материалы семинара специалистов стран-членов СЭВ «Диагностика плазмы на токамаке Т-15». Нойбрандербург, ГДР, 1987, с. 174—195.
- В. С. Заверяев, В. Д. Майсюков, С. В. Поповичев, Е. В. Александров, С. Н. Гамаюнов, В. Г. Гулый, В. Е. Жоголев, В. Х. Лихтенштейн, И. Е. Мирский, С. В. Путвинский, А. П. Шевченко «Диагностика плазмы на установке Т-10 по заряженным продуктам (с!-с1)-синтеза: первые результаты и проблемы». Физика плазмы. Т. 16, вып. 11 (1990), с. 1301—1312.
- В. С. Заверяев, В. Д. Майсюков, С. В. Поповичев, В. Е. Жоголев, С. В. Путвинский, С. Н. Гамаюнов, И. Е. Мирский, А. П. Шевченко «Проект системы ЗПС-диагностики плазмы для установки Т-15». Материалы семинара специалистов стран-членов СЭВ «Диагностика плазмы на токамаке Т-15». Либлице, Чехословакия, 1989, с.85-107.